# Episodi di Sugar Sugar
Lista degli episodi di Sugar Sugar (Sugar Sugar Rune), anime tratto dall'omonimo manga di Moyoco Anno, trasmesso in Giappone su TV Aichi e TV Tokyo dal 2 luglio 2005 al 24 giugno 2006. In Italia è stato trasmesso su Italia 1 dal 14 febbraio al 3 luglio 2008. Per la messa in onda italiana, gli episodi presentano doppio titolo perché sono stati divisi in due parti da 12 minuti ciascuno; un anno dopo è stata riproposta da Boing con gli episodi interi.
La sigla originale di apertura, Chocolat ni muchū (ショコラに夢中?), è interpretata da Karia Nomoto, mentre quelle di chiusura, Tsuki no mukou no sekai (月の向こうの世界?) sempre da Karia Nomoto per gli ep. 1-29 e Date☆Date (デート☆デート?) dalle doppiatrici giapponesi di Chocola e Vanilla (Marika Matsumoto e Juri Ihata) per gli ep. 30-51. Quella italiana, invece, è cantata dalle Linee Parallele (Francesca Daprati e Betty Cavalli).

## Lista episodi
| Nº Ja   | Nº It   | Titolo italiano (doppio nella prima messa in onda) Giapponese 「Kanji」 - Rōmaji - Traduzione letterale | In onda           | In onda                 |
| Nº Ja   | Nº It   | Titolo italiano (doppio nella prima messa in onda) Giapponese 「Kanji」 - Rōmaji - Traduzione letterale | Giapponese        | Italiano                |
| Rune 1  | 1-2     | Vanilla e Chocola magiche streghe - Un cristallo per Chocola 「チョコとハートの流れ星」 - Choko to hāto no nagareboshi – "Stelle cadenti di cioccolato e cuori" | 2 luglio 2005     | 14-15 febbraio 2008     |
| Rune 1  | 1-2     | Chocola e Vanilla, due ragazze provenienti dal regno magico di Extramondo, approdano sulla Terra per catturare i cuori degli umani in magici cristalli: chi ne conquisterà di più diventerà la nuova regina. Sul nostro pianeta incontrano Rockin' Robin, un mago che ha assunto l'identità di un famoso cantante, che sarà il loro maestro e tutore. Le due ragazze iniziano a frequentare la scuola e qui Chocola incontra un misterioso ragazzo di nome Pierre che le raccoglie il cuore che ha appena conquistato. A Chocola questo ragazzo ricorderà il principe del Ghiaccio. |                   |                         |
| Rune 2  | 3-4     | Magici aiutanti - Decollo imprevisto 「かえるとねずみのラブバトル」 - Kaeru to nezumi no rabu batoru – "Conflitto d'amore tra un ranocchio e una topolina" | 9 luglio 2005     | 18-19 febbraio 2008     |
| Rune 2  | 3-4     | Chocola e Vanilla invocano con una magia i rispettivi famigli, due animaletti che le aiuteranno nella loro sfida. Per Vanilla compare Blanca, una topolina che entra subito in conflitto con Chocola, mentre per quest'ultima compare Duke, un simpatico ranocchio. |                   |                         |
| Rune 3  | 5-6     | Il giornale della scuola - Amore e amicizia 「新聞部とつげき☆インタビュー」 - Shinbunbu totsugeki☆intabyū – "L'improvvisa☆intervista del giornale della scuola" | 16 luglio 2005    | 20-21 febbraio 2008     |
| Rune 3  | 5-6     | Nishita si innamora di Chocola ed essendo il capo-redattore del giornale della scuola, le chiede se potrebbe farle un'intervista. Chocola accetta solo perché il cuore di Nishita è diventato arancione. Ma quando il ragazzo scriverà un articolo solo su di lei, attirandosi le antipatie dei suoi collaboratori, Chocola deciderà di rubargli il cuore che è diventato rosa e di aiutarlo a trovare uno scoop per riappacificarsi con i suoi amici. |                   |                         |
| Rune 4  | 7-8     | Dichiarazione d'amore - I ciliegi in fiore 「魔法のリップは恋の予感」 - Mahō no rippu wa koi no yokan – "Il lucidalabbra magico è un presentimento d'amore" | 23 luglio 2005    | 22-25 febbraio 2008     |
| Rune 4  | 7-8     | Manabe, la capoclasse di Chocola e Vanilla, è una ragazza determinata e spontanea, proprio come Chocola. Quest'ultima, pensando che un mondo di persone spontanee come lei sia molto migliore, acquista un lucidalabbra che fa dire la verità alla persona che lo indossa. Quando le due streghette si accorgono che la capoclasse è innamorata del ragazzo che farà Romeo nella recita di classe e che, per via di una sostituzione, sarà proprio lei a impersonare Giulietta, Chocola le fa indossare il lucidalabbra, e Manabe dirà all'amato la verità, rovinando tutto. Poi, il ragazzo, cercando di consolarla, la ritrova a piangere e le due streghe, per incoraggiarli, li fanno ritornare al primo giorno di scuola, sotto i ciliegi in fiore. |                   |                         |
| Rune 5  | 9-10    | La visita dell'insegnante - L'avversario di un sogno 「ドキドキハラハラ！！家庭訪問」 - Dokidoki harahara!! Katei hōmon – "Che batticuore e che ansia!! La visita a casa" | 30 luglio 2005    | 26-27 febbraio 2008     |
| Rune 5  | 9-10    | La professoressa delle due streghe, la signorina Sachiko Mochizuki, innamorata di Robin, decide di improvvisare una visita a casa loro. Chocola e Vanilla hanno un bel daffare per tenere nascosta alla professoressa la loro identità, visto che Robin è via per lavoro. Ma quando il cantante tornerà, tutto si sistemerà con un bel lieto fine. |                   |                         |
| Rune 6  | 11-12   | In punta di fioretto - Duello d'amore 「ハートを狙え！恋のフェンシング」 - Hāto wo nerae! Koi no fenshingu – "Mira al cuore! La scherma dell'amore" | 6 agosto 2005     | 28-29 febbraio 2008     |
| Rune 6  | 11-12   | Chocola vede in televisione una famosa strega schermitrice, che dopo aver vinto un incontro, raccoglie moltissimi cuori; allora la streghetta si rende conto che anche le ragazze con del carattere possono conquistare i cristalli del cuore ma la strada è lunga. Infatti, il capo del club di scherma è Pierre, il quale afferma che accetterà Vanilla e Chocola nell'associazione a patto che esse lo battano. Le due ragazzine, non sapendo niente sulla scherma, iniziano ad allenarsi duramente e inavvertitamente Chocola usa la magia per difendersi dalle fans di Pierre e quest'ultimo la vede (nonostante il fatto che gli umani non dovrebbero poter vedere la magia). Vanilla è più costante di Chocola, si allena tutti i giorni e riesce a batterla: Chocola allora si mette al lavoro e arriva preparata al duello a cui Vanilla non potrà partecipare a causa delle vesciche. Chocola perde il duello contro Pierre, ma si batte comunque fino alla fine, causando l'emozione dei ragazzi presenti, ai quali può rubare i cuori. Il giorno dopo Pierre le dice di doverle dare il bacio promesso ma Chocola lo ferma e gli promette che la prossima volta che vincerà sarà lei a baciarlo. |                   |                         |
| Rune 7  | 13-14   | Violazione del regolamento - Solidarietà 「ショコラ女王候補失格！？」 - Shokora joō kōho shikkaku!? – "Chocola squalificata come aspirante regina!?" | 13 agosto 2005    | 3-4 marzo 2008          |
| Rune 7  | 13-14   | Chocola decide di far ritorno su Extramondo per cercare notizie su sua madre, scomparsa da parecchio tempo. Chocola ritorna a casa, non sapendo che quando due streghe concorrono per il titolo di regina sulla Terra, non possono far ritorno su Extramondo. Chocola viene scoperta e portata al cospetto della regina, e la punizione che potrebbe ricevere sarebbe quella di essere squalificata e così non aver più la possibilità di diventare regina di Extramondo. Vanilla accorre dall'amica appena saputo dell'accaduto e anche lei corre il rischio di essere squalificata, pur di rimanere assieme a Chocola. Le due vengono squalificate, ma ricandidate come possibili eredi al trono, avendo dimostrato quanto sia forte la loro amicizia. |                   |                         |
| Rune 8  | 15-16   | Un weekend al mare - Cuore ingenuo 「レディな気分のバカンスデート」 - Redi na kibun no bakansu dēto – "Un appuntamento in vacanza per l'umore da signora" | 20 agosto 2005    | 5-6 marzo 2008          |
| Rune 8  | 15-16   | Pierre organizza una vacanza al mare, invitando le ragazze appartenenti al suo fan club, Chocola e Vanilla. Chocola passa tutta la giornata a cercare di conquistare il cuore di Pierre, usando dei sandali magici appena acquistati che le permettono di modificare la sua età. Chocola fallisce, e arriva il momento dell'ultima cena, prima di tornare a casa. Mentre Chocola chiacchiera con Pierre, Vanilla da uno sguardo al suo cuore: è arancione. Ma Vanilla non vede solo questo: Yurika, la leader del fan club di Pierre, osserva distante Chocola e Pierre, e ha un cuore nero. |                   |                         |
| Rune 9  | 17-18   | La scomparsa di Hiroshi - Cercasi Hiroshi disperatamente 「緑のハートがくれたもの」 - Midori no hāto ga kureta mono – "Il cuore verde è quello che dona" | 27 agosto 2005    | 7-10 marzo 2008         |
| Rune 9  | 17-18   | Hiroshi, il cane di Akira, sparisce misteriosamente. Grazie a Chocola e Vanilla, Hiroshi viene ritrovato. Akira è veramente grato a Chocola, e il suo cuore è verde, che sta a significare amicizia, e vale molto di più degli altri cuori. Chocola conquista il suo primo cuore verde e Vanilla continua a domandarsi cosa possa mai significare il cuore nero visto in Yurika. |                   |                         |
| Rune 10 | 19-20   | Strategie d'amore - Pubblicità al gusto di cioccolato 「ロビンに学べ！ラブラブ大作戦」 - Robin ni manabe! Raburabu daisakusen – "Imparate da Robin! Le strategie d'amore" | 3 settembre 2005  | 11-12 marzo 2008        |
| Rune 10 | 19-20   | Chocola e Vanilla spiano Robin sul set di una pubblicità per capire come fa a catturare tanti cuori, ma non capiscono che le sue tecniche di conquista funzionano solo per le donne e, a un certo punto, Chocola incontra un ragazzo che assomiglia tantissimo a Pierre e prova una tecnica di Robin e la dice con tale semplicità e amore da sembrare innamorata. Poi il set precipita e Chocola rimette tutto a posto con una pioggia di cioccolato. |                   |                         |
| Rune 11 | 21-22   | La cotta di Mitsuki - Il malinteso 「恋より大切！？友情魔法」 - Koi yori taisetsu!? Yūjō mahō – "Più importante dell'amore!? Amicizia magica" | 10 settembre 2005 | 13-14 marzo 2008        |
| Rune 11 | 21-22   | Mitsuki, una compagna di classe di Chocola e Vanilla, si innamora di un ragazzo e chiede una mano a Vanilla per riuscirlo a conquistare. Ma questo ragazzo sembra più interessato a Vanilla, e Mitsuki crede che Vanilla l'abbia ingannata, ma grazie all'aiuto di Chocola e Vanilla tutto si risolverà e il ragazzo che piace a Mitsuki si innamorerà di quest'ultima. |                   |                         |
| Rune 12 | 23-24   | La trasformazione di Chocola - Alla ricerca del ciondolo 「ショコラ、ネコになる」 - Shokora, neko ni naru – "Chocola, diventa un gatto" | 17 settembre 2005 | 17-18 marzo 2008        |
| Rune 12 | 23-24   | Chocola si trasforma in un gatto per raccogliere dei cuori ma perde il ciondolo per raccogliere i cristalli e dopo una serie di peripezie per ritrovare il ciondolo il gatto di Pierre la trova e la porta a casa di Pierre dove Chocola riceve un bacio in fronte. |                   |                         |
| Rune 13 | 25-26   | I cristalli arcobaleno - La dolce festa di Chocola 「輝けハート！女王候補試験」 - Kagayake hāto! Joō kōho shiken – "Brillate cuori! L'esame per aspirante regina" | 24 settembre 2005 | 19-20 marzo 2008        |
| Rune 13 | 25-26   | È arrivato il momento dell'esame di metà anno che consiste nel far brillare di arcobaleno i cuori delle ragazze, per riuscirci Chocola organizza una festa, alla fine della giornata la regina proclama Chocola la vincitrice dell'esame di metà anno e riceve come premio una scopa per volare nel mondo degli umani. Appena uscita dal castello passa una carrozza nera trainata da corvi e Chocola crede di vedere Pierre, ma non è sicura. |                   |                         |
| Rune 14 | 27-28   | Due nuovi studenti - La sfida a tennis 「魔法使いの転校生・ウーとソール」 - Mahō tsukai no tenkōsei ・ Ū to Sōru – "I nuovi studenti maghi ・ Houx e Saule" | 1º ottobre 2005   | 21-31 marzo 2008        |
| Rune 14 | 27-28   | Houx e Saule, gli amici di Extramondo di Vanilla e Chocola, arrivano sul mondo degli umani per proteggerle e iscriversi alla loro scuola, ma sono due veri disastri perché usano la magia e si mettono in mostra. Come se non bastasse sfidano Pierre a tennis perché credono che lui stia facendo il superiore e che Chocola si sia invaghita di lui, cosa in fondo vera. Houx e Saule dicono a Pierre che Chocola non si invaghirà mai di un damerino come lui e quest'ultimo accetta la sfida, ma i due fratelli non sanno neanche cosa sia il tennis. Alla fine per cercare di vincere useranno la magia, ma Pierre se ne accorgerà e riuscirà a batterli, facendo ancora più colpo su Chocola, che faceva la ragazza pon-pon per i suoi amici. Chocola si sta innamorando o forse è già innamorata. |                   |                         |
| Rune 15 | 29-30   | Doppio scambio - Il valore di un abbraccio 「あべこべマカロンで大混乱！？」 - Abekobe makaron de daikonran!? – "Il disastro dei macaron scambiati!?" | 8 ottobre 2005    | 1º-2 aprile 2008        |
| Rune 15 | 29-30   | Chocola acquista dal negozio magico dei dolcetti che dovrebbero donarle bellezza, ma per sbaglio le arrivano altri dolci che servono a scambiare i corpi e questo accade tra lei e Vanilla e non sanno come fare per tornare in sé. Leggendo il secondo foglio delle istruzioni, scoprono che per far sì che tutto torni come prima, devono mangiare altri dolcetti e infatti, nella confezione c'erano quattro dolci. Tornano a casa per prenderli, ma Blanca e Duke se li sono mangiati e perciò si sono scambiati anche loro. Blanca accusa Chocola di aver architettato tutto per conquistare dei cuori nei panni di Vanilla e per questo le due ragazzine litigano, ma poi fanno pace e con un abbraccio l'incantesimo si rompe. |                   |                         |
| Rune 16 | 31-32   | È nata una stella - Una sostituzione inaspettata 「ショコラ、アイドルになる！」 - Shokora, aidoru ni naru! – "Chocola, diventa un'idol!" | 15 ottobre 2005   | 3-4 aprile 2008         |
| Rune 16 | 31-32   | Chocola, Vanilla, Houx e Saule sono stati invitati da Mimura a vedere le riprese delle Witch Night e Chocola scopre che la protagonista Coco in realtà si chiama Coconut ed è una strega che proviene da Extramondo. Anche Coconut si accorge che Chocola è una strega dal ciondolo che porta e le chiede di sostituirla nelle riprese dello sceneggiato. Chocola accetta, ma non è esattamente brava come Coconut ma in qualche modo se la cava. Robin incontra Coconut per caso e si parlano dicendo che lei se ne era andata di casa per dimostrare ai genitori di sapersela cavare ma il lavoro la impegna troppo. Allora Robin salva Chocola e porta i genitori di Coconut sulla terra per far loro riabbracciare la figlia. |                   |                         |
| Rune 17 | 33-34   | Un nonno da sballo - Sfida sulla pista da ballo 「おじい襲来！恋のダンス対決」 - Ojī shūrai! Koi no dansu taiketsu – "Assalto furioso del nonno! Sfida sulla danza dell'amore" | 22 ottobre 2005   | 7-8 aprile 2008         |
| Rune 17 | 33-34   | Sulla Terra arriva il nonno di Chocola per far visita alla sua nipotina, stabilendosi a casa di Chocola e Vanilla. Nonostante il nonno sia una persona anziana, ama divertirsi volando con la sua macchina, trascinando con sé Houx, Saule e Chocola, suo malgrado. Con il passare dei giorni, Chocola è distrutta, continuando a essere coinvolta nei divertimenti del nonno. Allora suo nonno le lancia una sfida: se riuscirà a conquistare più cuori di lui durante la festa da ballo, potrà finalmente riposare in pace, in quanto il nonno tornerebbe su Extramondo. Chocola si impegna con tutta se stessa, ma non può certo competere con il nonno, che conquista una valanga di cuori. A fine serata, nonostante Chocola abbia perso la sfida, ne diventa vincitrice, in quanto il nonno riconosce che ci sta mettendo impegno per essere scelta come futura regina di Extramondo. Così, Chocola può finalmente riposare mentre suo nonno va in viaggio con la sua nuova fidanzata. |                   |                         |
| Rune 18 | 35-36   | La festa di Halloween - Amicizia e gelosia 「超こわ！ハロウィン肝試し！？」 - Chō kowa! Harōin kimodameshi!? – "Davvero pauroso! La prova di coraggio di Halloween!?" | 29 ottobre 2005   | 9-10 aprile 2008        |
| Rune 18 | 35-36   | È arrivato Halloween e nella scuola si organizza una festa. Vanilla cede il posto a Chocola come membro del comitato organizzativo, composto dalle socie. Subito viene accettata l'idea di Chocola e viene realizzata con grande successo dopo un pomeriggio passato nel castello di Yurika, durante il quale le due diventeranno amiche. La festa procede bene, ma al momento del falò le socie rinchiudono Chocola che si troverà di nuovo sola con Pierre. Yurika apre la porta e si ingelosisce (da qui il cuore nero, che rappresenta la gelosia), ma nonostante tutto rimangono amiche. |                   |                         |
| Rune 19 | 37-38   | Topolina innamorata - Una magia contro la tristezza 「使い魔・ブランカのちっちゃな恋」 - Tsukaima ・ Buranka no chicchana koi – "Il piccolino amore del famiglio Blanca" | 5 novembre 2005   | 11-14 aprile 2008       |
| Rune 19 | 37-38   | Blanca è strana e Chocola l'ha notato. Infatti Blanca si è innamorata del venditore di formaggi e si fa assumere nel suo negozio (assumendo sembianze umane). I due escono assieme ma Blanca nota in lui un velo di tristezza e scopre che la sua ragazza era partita, così decide di far rincontrare i due che si dichiareranno il loro amore. |                   |                         |
| Rune 20 | 39-40   | L'aspirante strega - L'orsacchiotto 「ショコラのピンチ？可愛い魔女志願」 - Shokora no pinchi? Kawaii majo shigan – "Il pericolo di Chocola? Un'aspirante strega carina" | 12 novembre 2005  | 15-16 aprile 2008       |
| Rune 20 | 39-40   | Chocola si imbatte per caso in una bambina che la vede fare una magia, così Chocola viene accusata di essere una strega. Non riuscendo a convincere la bambina di non essere una strega, Chocola è costretta a insegnarle come si usa la magia (anche se all'inizio Chocola la sfrutta per svolgere alcuni lavori domestici). Parlando con la sorella - che è compagna di classe di Chocola - della bambina, Chocola scopre che la piccola ha perso il suo orsacchiotto preferito. Con la sua magia, Chocola vede cosa era successo all'orsacchiotto quando la bambina lo perse, ma ormai è impossibile recuperarlo. Così, per non vedere sempre la bambina rattristata, Chocola si trasforma nell'orsacchiotto, e parla alla bambina, dicendole che è dovuto tornare sul suo pianeta, in quanto c'è bisogno di lui, ma che porterà sempre nel cuore la sua migliore amica. |                   |                         |
| Rune 21 | 41-42   | Il mondo dei sogni - La solitudine di Pierre 「魔法のティーカップは夢気分」 - Mahō no tīkappu wa yume kibun – "Le tazze da tè sono l'animo di un sogno" | 19 novembre 2005  | 17-18 aprile 2008       |
| Rune 21 | 41-42   | Chocola vuole dare una sbirciatina nei sogni dei suoi amici, così decide di comprare dal Catalogo Magico un servizio da tè con le Tazze dei Sogni. Duke le dice che le tazze sono molto utili per prelevare Cristalli del Cuore, perciò lei e Vanilla aprono un Caffè alla scuola. Prima però Chocola decide di sperimentare il potere della tazza su Vanilla, Duke e, per sbaglio, su Saule (Vanilla sogna di preparare una torta, Duke di essere un ranocchio molto popolare e Saule di sposarsi con Chocola). Chocola riesce ad entrare nel sogno di Pierre, dove scopre un mondo tutto di neve e si mette a pattinare con lui. Chocola riesce a percepire la solitudine di Pierre e una volta tornata dal sogno nel mondo reale i suoi 2 "cugini" Saule e Houx la avvertono dicendole di fare molta attenzione a lui. |                   |                         |
| Rune 22 | 43-44   | Un bersaglio per due - Giovane maestro 「ショコラ＆バニラ 恋の三角関係？」 - Shokora & Banira Koi no sankaku kankei? – "Chocola & Vanilla. Un triangolo amoroso?" | 26 novembre 2005  | 21-22 aprile 2008       |
| Rune 22 | 43-44   | Chocola, seguendo la strategia suggeritale dal Libro delle Predizioni, sceglie il ragazzo a cui prendere il cuore, e prende di mira Shinoaru, un ragazzo studioso e diligente, che però è già innamorato di qualcun altro. Chocola viene a sapere che è Vanilla, che ha seguito il consiglio di Blanca, che ha spiato Chocola. Allora lei dichiara guerra aperta a Vanilla, ma lui la disprezza, non essendo una brava studentessa. Avendo preso un bassissimo voto alla verifica di matematica, deve studiare e non ha tempo per la cattura. Però, intromettendosi nelle ripetizioni che Shinoaru dà a Vanilla in biblioteca, si avvicina sempre più a lui, che apprezza e incita la sua forza di volontà - visto che prima anche lui era sempre confrontato col cugino perfetto in tutto, si è impegnato ed è riuscito a diventare un ottimo studente. Lei, d'altro canto, lo ricambia con magie sempre più maldestre che lo mandano in confusione. Chocola ha ormai completamente dimenticato la raccolta dei cuori, e pensa solo a studiare; alla fine riesce a prendere un bel voto, e anche il cristallo rosa di Shinoaru, che alla fine si è innamorato di lei e della sua energia. |                   |                         |
| Rune 23 | 45-46   | La staffetta dell'amicizia - Le scarpe magiche 「走れ走れ！友情リレー」 - Hashire hashire! Yūjō rirē – "Corri corri! La staffetta dell'amicizia" | 3 dicembre 2005   | 23-24 aprile 2008       |
| Rune 23 | 45-46   | Chocola vuole partecipare a una gara di staffetta per riuscire a catturare dei cuori, ma una delle sue compagne si sloga una caviglia e non può più correre. Chocola scopre che è l'ultima volta che la ragazza può correre con la sua migliore amica perché sta per partire a causa del lavoro di suo padre. Così Chocola decide di comprarle delle scarpe magiche che le permetteranno di correre bene e velocemente. Tuttavia, solo dopo avergliele donate Vanilla e Blanca l'avvertono che ha comprato il modello per uomini e non per donne. Nonostante tutto, la ragazza riesce a correre bene grazie alla sua forza di volontà. Anche se arrivano seconde, le ragazze sono felicissime e abbracciano Chocola, che, occupata, non si rende conto che ha acceso molti cuori rosa e arancioni. Alla fine, l'amica non deve più partire, ma ringrazia ugualmente Chocola del suo aiuto, mostrandole la sua amicizia. |                   |                         |
| Rune 24 | 47-48   | Il fermaglio magico - Un cuore sincero 「バイバイ、ハートの髪飾り」 - Baibai, hāto no kamikazari – "Bye Bye, fermaglio del cuore" | 10 dicembre 2005  | 28-29 aprile 2008       |
| Rune 24 | 47-48   | Per catturare più facilmente cuori, Chocola compra un fermaglio magico secondo il consiglio di Vanilla, che dura solo ventiquattr'ore. Tuttavia il fermaglio le dona centinaia di cuori rosa, che ruba a ripetizione dai suoi compagni di scuola. Anche Pierre le si avvicina, ma su di lui il fermaglio sembra non fare effetto. Alla fine, tutti i suoi compagni sono sfiniti, e Vanilla le spiega che, prendendo troppi cuori da una sola persona, questa finisce per indebolirsi e non donare più cuori per un po', e Chocola è mortificata. Del suo comportamento si stupisce anche la guardia reale, in visita a Robin per avvertirlo che hanno localizzato un Malefico nella scuola e che le pretendenti devono essere avvertite. Nel frattempo Chocola è corteggiata da un ragazzo, che è innamorato di lei non grazie al fermaglio ma alla sua personalità, e le dona tre cuori meravigliosi. Dopo averle avvertite del pericolo imminente e aver rimproverato Chocola, Robin le spiega che un amore sincero dona cuori a ripetizione e bisogna accettarli perché è un regalo di una persona che ti ama sul serio, e per mostrarle gratitudine. |                   |                         |
| Rune 25 | 49-50   | Due segreti - A pranzo con Pierre 「ピエールの秘密、手帳の秘密」 - Piēru no himitsu, techō no himitsu – "Il segreto di Pierre, il segreto del diario" | 17 dicembre 2005  | 30 aprile-2 maggio 2008 |
| Rune 25 | 49-50   | Chocola incontra Pierre al ristorante, che la invita a mangiare le sue carote (visto che il ragazzo non le sopporta), ma lei rifiuta, dicendo che non le piacciono i ragazzi infantili che non mangiano le carote. Pierre la invita comunque a pranzare con lui a scuola con la scusa di non voler mangiare da solo, ma lei rifiuta ancora, dicendo di invitare una delle sue ammiratrici del fan club, poi se ne va. Durante il tragitto incontra Vanilla, le racconta di Pierre, mentre l'amica si accorge del cristallo del cuore di Chocola, diventato arancione. Tornate a casa, vengono informate da Robin che a scuola c'è un'ombra oscura e minacciosa, probabilmente un Malefico e tutti pensano subito a Pierre. Robin e Duke dicono a Chocola di fare attenzione, perché se Pierre rubasse il cuore a Chocola, lei morirebbe. Il giorno dopo a scuola, Chocola non si presenta da Pierre, mandando su tutte le furie le ragazze del fan club, che incontrando Chocola in corridoio le danno della maleducata. In quel momento arriva Pierre e dice di lasciare in pace Chocola, perché è la sua preferita, facendo diventare il cuore di Yurika nero. Questo fa preoccupare Chocola, che avverte Yurika di stare attenta a Pierre, ma lei non l'ascolta e si arrabbia, dicendo che ora non sono più amiche. Il giorno dopo, Pierre invita nuovamente Chocola a pranzo, questa volta lei accetta, decisa a scoprire la sua vera identità. Le socie del fan club tentano di fermarla, quando lei va verso la sala pranzo, ma grazie a una magia riesce a farle scappare. Quando Chocola si presenta da Pierre lo trova a tentare di mangiare le carote e chiedendogli il perché di quel gesto, lui le risponde che lo faceva per lei, dato che Chocola non sopporta le persone infantili che non mangiano carote. I due, entrambi imbarazzati, si scambiano sguardi molto dolci e Chocola si chiede come non ci si possa innamorare di un ragazzo così. |                   |                         |
| Rune 26 | 51-52   | Una dichiarazione sotto le stelle - Il piano di Chocola 「クリスマスには恋するハート」 - Kurisumasu ni wa koisuru hāto – "Natale sta per i cuori innamorati" | 24 dicembre 2005  | 5-6 maggio 2008         |
| Rune 26 | 51-52   | Ogni anno si organizza a turno una festa di Natale e quest'anno tocca a Vanilla e Chocola, solo che c'è una novità: quest'anno anche i ragazzi saranno invitati! Uno in particolare mostra antipatia per Chocola, e lei decide di catturare il suo cuore ad ogni costo, fin quando una compagna non le confessa il suo amore per lui, un tempo forse ricambiato. Chocola allora decide di preparare loro una sorpresa e invita entrambi alla festa. Anche se ostacolati da Akira che, offrendosi volontario per tutto, li allontana, i due riescono finalmente a stare soli, e si dichiarano il proprio amore sul balcone; a quel punto partono speciali fuochi artificiali acquistati dal catalogo magico con tre cuori rosa raccolti da Vanilla, che rendono ancor più magico il momento. I cuori dei due ragazzi sono rosa, e Chocola è un po' dispiaciuta che le streghe non possano provare questi sentimenti. |                   |                         |
| Rune 27 | 53-54   | Il piccolo Miharu - Anno nuovo, cuore nuovo! 「小さなハート、まっ赤なハート」 - Chīsana hāto, makkana hāto – "Cuore piccolo, cuore scarlatto" | 7 gennaio 2006    | 7-8 maggio 2008         |
| Rune 27 | 53-54   | Il primo dell'anno tutta la città è deserta, allora Chocola, Vanilla, Houx e Saule decidono di volare un po'; però Chocola perde il controllo della scopa, e cade nel giardino di Akira, conoscendo Miharu, suo cugino, venuto a stare da loro perché sua madre era in viaggio. Miharu prova affetto per Chocola e non vuole lasciarla, così restano tutti a dormire da Akira dietro invito del padre. Il cuore di Miharu è rosa, ma Chocola non vuole rubarglielo perché prova pena per quel bimbo, innamorato di lei solo perché sostituisce sua madre, perennemente in viaggio. Il giorno dopo la mamma di Miharu torna a casa, ma Miharu non vuole andare con lei per stare con Chocola che vede che il suo cuore è rosso. Glielo prende per permettergli di partire e, anche se lui non la ama più e presto la dimenticherà, Chocola capisce l'importanza dei sentimenti puri e ingenui dei bambini. |                   |                         |
| Rune 28 | 55-56   | Un appuntamento pericoloso - Il vero volto di Pierre 「危ない！水族館デート」 - Abunai! Suizokukan dēto – "Attenzione! Appuntamento all'acquario" | 14 gennaio 2006   | 12-13 maggio 2008       |
| Rune 28 | 55-56   | Pierre invita Chocola a passare una giornata con lui all'acquario. Chocola accetta, per scoprire se Pierre è veramente un Malefico, e litiga con Vanilla, la quale lo stesso giorno aveva scoperto che Pierre era un mago mentre stava spazzando il cortile, ma che nonostante tutto le regala un profumo che la proteggerà da Pierre. Il giorno seguente, Chocola, all'acquario, assieme a Pierre, incontra il fan club di Pierre. Le ragazze, appena vedono Pierre in compagnia di Chocola, diventano gelose, facendo risplendere i loro cuori neri. Pierre ruba i loro cuori (facendole svenire) e mostrandosi a Chocola per quello che è: un Malefico, un suo nemico. Pierre crea una barriera dove nessuno può vederli, e Chocola, nonostante prima fosse stata quasi incantata da una magia di Pierre(voce suadente: rende la voce di chi compie l'incantesimo irresistibile a chi la sente), si trasforma in strega, e Pierre le lancia nel suo cuore arancione gli aghi della gelosia. Appena Pierre prende in braccio Yurika, Chocola inizia a provare gelosia e questo la porta a cambiare colore al suo cuore: da arancione diventa rosa. Intanto, Vanilla, Saule, Houx, Blanca e Duke arrivano all'acquario e Duke riesce a spezzare la barriera creata da Pierre. Saule e Houx tentano di proteggersi dagli attacchi di Pierre, ma non possono nulla. Ma quando Duke chiama Pierre col suo vero nome (Pierre principe delle nevi), quest'ultimo si ferma e Chocola e i suoi amici se ne vanno. Sulla strada del ritorno, Chocola domanda a Duke cosa abbia detto a Pierre per farlo fermare, ma Duke risponde che non ha importanza. In realtà Duke non può svelare ciò che ha detto, altrimenti l'incantesimo si attiverebbe e lui si trasformerebbe in un comune ranocchio. |                   |                         |
| Rune 29 | 57-58   | La nascita di Extramondo e il segreto dei Malefici - Chocola in visita dalla Regina Candy 「魔界創世記、オグルの秘密」 - Makai sōseiki, Oguru no himitsu – "La genesi del mondo maligno, il segreto degli Orchi" | 21 gennaio 2006   | 14-15 maggio 2008       |
| Rune 29 | 57-58   | Chocola, Vanilla, Houx e Saule si recano su Extramondo (con un permesso speciale) per prendere parte al matrimonio di un loro amico professore. Chocola reincontra così i suoi vecchi amici e assiste allo scambio di cuori dei due innamorati, chiedendosi se prima o poi accadrà anche a lei. Durante la festa, Chocola si dilegua e va dalla regina Candy, chiedendole chi siano esattamente i Malefici. Per rispondere a questa domanda, la regina narra della nascita di Extramondo. Moltissimi anni fa, sette maghi lasciarono il mondo degli umani per recarsi nel mondo magico e dare vita a Extramondo. Tra i sette maghi, uno solo era uomo, e divenne re di Extramondo, e le altre streghe erano le sue sei moglie. Le mogli, vedendo quanto il loro marito fosse arrogante, decisero di punirlo con l'esilio, e così accadde ai suoi discendenti, che da allora sono chiamati Malefici. Per questo motivo, oggi, i Malefici odiano gli abitanti di Extramondo, cercando di conquistare il mondo in cui prima vivevano. Chocola rende noto che un Malefico (Pierre) aveva tentato di ucciderla e la regina le proibisce di avvicinarsi ai Malefici. Chocola ritorna alla festa e spiega ai suoi amici dove era stata e avvisa Vanilla che tra poco tempo avrebbero avuto il secondo esame dell'anno. Chocola torna alla festa serena, ma Vanilla si chiede perché Chocola abbia potuto incontrare sua madre e lei no. Nel frattempo, nel regno dei Malefici, Pierre è seduto sul suo trono e dice che sfruttando i sentimenti dei cuori neri distruggerà Extramondo. |                   |                         |
| Rune 30 | 59-60   | La fabbrica dei cuori - Un attacco imprevisto 「オグル宣戦布告！ハート工場危機一髪」 - Oguru sensen fukoku! Hāto kōjō kikiippatsu – "Dichiarazione di guerra degli Orchi! La fabbrica dei cuori in una situazione critica" | 28 gennaio 2006   | 19-20 maggio 2008       |
| Rune 30 | 59-60   | Durante la seconda prova dell'apprendistato di pretendenti al trono, Chocola e Vanilla ricevono, nella fabbrica di cuori su Extramondo, dove stanno lavorando, la "visita" di un drago nero, mandato da Pierre. Chocola si dimostra coraggiosa tentando di contrastare il drago e salva i suoi "piccoli aiutanti" a rischio della vita, mostrando sicuramente una grande determinazione. Il drago viene neutralizzato da Robin e Glass, il capo delle guardie di palazzo, che riportano a palazzo Chocola e Vanilla. Dato che la prova è stata sospesa, la regina non vedrebbe nessuna vincitrice, ma Chocola chiede di dichiarare una vincitrice in base ai risultati del momento. La vincitrice è Vanilla che riceve in dono la sua scopa magica, per volare nel mondo degli umani. Nel frattempo, il consigliere di Pierre, suggerisce a quest'ultimo che sarebbe meglio che venga trovata anche una regina dei Malefici. |                   |                         |
| Rune 31 | 61-62   | Streghetta tutto pepe - I dubbi di Chocola 「お騒がせ魔女・ワッフル登場！」 - Osawagase majo · Waffuru tōjō! – "La strega turbolenta · Appare Waffle!" | 4 febbraio 2006   | 21-22 maggio 2008       |
| Rune 31 | 61-62   | Sulla Terra arriva Waffle, una streghetta innamorata persa di Houx. Per liberarsi di Chocola (che crede sia a sua volta innamorata di Houx), Waffle, assieme alla sua balia, fa ingerire, con l'inganno, a Chocola, la pozione Love Love, e ora Chocola è innamorata pazzamente di qualunque ragazzo che vede. Vanilla, visto l'effetto devastante della pozione, decide di rinchiudere Chocola in casa e di fare la guardia in modo che non entri nessuno, ma la balia di Waffle, dopo aver addormentato Vanilla, conduce Chocola davanti a Pierre. Pierre allora le chiede scusa per il comportamento tenuto all'acquario e chiede a Chocola se voglia diventare la regina dei Malefici, così che non avrebbero motivo per farsi la guerra. Vanilla rintraccia Waffle e la balia, e spiega loro la situazione (cioè che Pierre è un Malefico). Così grazie a un biscotto, Chocola non è più sotto l'influsso della pozione Love Love. Pierre, ovviamente, ottiene una risposta negativa, e se ne va alzandosi in volo. Anche Waffle decide di far ritorno su Extramondo, promettendo a Houx che un giorno tornerà a trovarlo. |                   |                         |
| Rune 32 | 63-64   | La festa di San Valentino - Cioccolato con sentimento 「ショコラ、チョコにこめた想い」 - Shokora, choko ni kometa omoi – "Chocola, mette i suoi sentimenti nel cioccolato" | 11 febbraio 2006  | 23-26 maggio 2008       |
| Rune 32 | 63-64   | Manca un giorno alla festa di San Valentino, e Chocola dice che non regalerà a nessun ragazzo del cioccolato. Una volta a casa, inizia a riflettere su come i suoi sentimenti verso Pierre siano diventati così forti, e decide di fare del cioccolato da regalare a Pierre nella speranza di liberarsi dei suoi sentimenti. Il giorno dopo, a scuola, i compagni di classe di Chocola, appena vedono che ha un pacchetto, iniziano a litigare per chi sia il regalo. Nella confusione, a Chocola cade di mano il pacchetto, e inizia a cercarlo. Accidentalmente, i ragazzi senza accorgersene pestano il pacchetto, rovinando così il cioccolato, ma pronti lo stesso ad accettarlo (sempre litigando su chi mangerà il cioccolato). Chocola, stanca di questa disputa, usa la magia per trasformare il cioccolato in tanti piccoli cioccolatini, così che tutti possano mangiarlo. Duke vuole assaggiare un cioccolatino e fa cadere dalla finestra quello che stava per mangiarsi Chocola. Il caso vuole che il cioccolatino cada in testa a Pierre, che vede Chocola alla finestra, e mangia il cioccolatino a forma di stella, facendo arrossire Chocola, visibilmente a disagio. |                   |                         |
| Rune 33 | 65-66   | Il mio amico Mimura - Il parco dei divertimenti 「友情のハート、大切な想い」 - Yūjō no hāto, taisetsuna omoi – "Il cuore amico, i sentimenti importanti" | 18 febbraio 2006  | 27-28 maggio 2008       |
| Rune 33 | 65-66   | Chocola e Mimura hanno molti interessi in comune (tra cui i serpenti, i ragni e i rospi) e Mimura decide di portare Chocola al luna park, nella casa stregata. Il parco dei divertimenti ha chiuso i battenti ma grazie a Chocola e alla balia di Waffle, venuta lì con Waffle e Saule (come sostituto di Houx), il parco riprende vita per tutta la giornata. Chocola e Mimura passano una meravigliosa giornata assieme e quando cala la notte, la magia lanciata sul luna park si dissolve. Mimura si risveglia su una panchina con accanto Chocola e crede che abbia sognato tutto quello vissuto nel parco dei divertimenti. Il cuore di Mimura diventa verde, che significa amicizia, e anche Chocola considera Mimura un ottimo amico. Il prossimo traguardo che Chocola si prefigge è uno solo: dimenticare la cotta per Pierre. |                   |                         |
| Rune 34 | 67-68   | La mela magica - L'incantesimo 「ショコラとバニラと夢の星」 - Shokora to Banira to yume no hoshi – "Chocola e Vanilla e le stelle dei sogni" | 25 febbraio 2006  | 29-30 maggio 2008       |
| Rune 34 | 67-68   | Se Chocola tornasse bambina, Waffle avrebbe più possibilità di conquistare Houx. Così Waffle, assieme alla balia, crea delle mele magiche, che hanno l'effetto di far tornare bambino chi mangia anche solo un pezzo della mela magica. Fingendosi una specie di venditrice porta a porta, Waffle regala due mele magiche a Chocola e Vanilla, che riconoscono lo stesso Waffle sotto il cappuccio del suo mantello. Chocola e Vanilla mangiano le mele, ma l'effetto non è quello desiderato da Waffle. Le due amiche non subiscono nessun effetto, mentre Waffle si addormenta e solo nei suoi sogni Chocola e Vanilla sono tornate bambine. Nel sogno di Waffle si vede che Chocola e Vanilla si divertono andando in giro per Extramondo, partecipando a una caccia al tesoro proposta da Saule e Houx, che lanciano un oggetto in un lago in cui non si affoga mai, anche se non si sa nuotare. Durante la ricerca, Chocola incontra Pierre con un cavallo alato, che dopo aver guardato Chocola se ne va senza dire una parola. Alla fine di questo episodio si scopre che Houx è ancora in possesso dell'oggetto per mezzo del quale vorrebbe dichiarare il proprio amore a Chocola, che ancora non sa nulla. |                   |                         |
| Rune 35 | 69-70   | Il diadema - Gioie e dolori di una regina 「ワッフル、女王様になる」 - Waffuru, joō-sama ni naru – "Waffle, diventa una regina" | 4 marzo 2006      | 3-4 giugno 2008         |
| Rune 35 | 69-70   | Dopo un altro tentativo fallito per conquistare Houx, Waffle litiga con la balia e decide di fare da sola. Però è ancora troppo piccola per usare la magia o ordinare qualcosa dal catalogo. Quando vede il ragazzo delle consegne magiche, cerca di farsi dare un oggetto, ma il ragazzo si rifiuta e se ne va a tutta velocità, lasciando però cadere un diadema che fa innamorare i ragazzi di colei che lo indossa. Waffle decide di usarlo, ma il diadema fa effetto anche sulle ragazze e così tutti i compagni di Chocola e Vanilla eleggono Waffle come loro regina. Chocola e Vanilla usando lo sguardo scrutatore scoprono che i cuori di tutti i loro compagni sono blu e significano rispetto. Il ragazzo delle consegne le raggiunge e spiega loro che il diadema era difettoso e lo stava riportando al negozio. Houx decide allora di toglierlo a Waffle, ma il diadema fa effetto su di lui. Ma Waffle non è contenta, perché vuole che Houx si innamori veramente di lei. Quindi cerca di togliersi il diadema, ma questo le impedisce di farlo trascinandola in aria. Intervengono allora la balia e Chocola che la salvano e Waffle fa la pace con la sua balia. L'episodio si conclude con Waffle che insegue Houx ridendo e sperando in cuor suo che un giorno lui si possa innamorare di lei. |                   |                         |
| Rune 36 | 71-72   | Una strategia segreta - Il gioco è bello quando dura poco 「おじいを止めろ！ばあやの（秘）大作戦」 - Ojī wo tomero! Baaya no (hi) daisakusen – "Fermate il nonno! Il grande piano (segreto) delle balie" | 11 marzo 2006     | 5-6 giugno 2008         |
| Rune 36 | 71-72   | Il nonno di Chocola arriva sulla Terra e porta tutti in vacanza. Chocola però è scontenta del comportamento da cascamorto del nonno, come la balia di Waffle. Le due decidono di allearsi per dargli una lezione: la balia diventerà una ragazza bellissima e farà stancare il nonno con continue richieste. Ma il nonno ha più energie del previsto, ed è la balia a stancarsi, e viene momentaneamente sostituita da Saule. La balia, col suo vero aspetto, poi parla col nonno e scopre che lui ha organizzato la vacanza per far svagare un po' Chocola. Lei da dietro un cespuglio ascolta la conversazione e si pente di aver pensato così male del nonno e gli chiede scusa. |                   |                         |
| Rune 37 | 73-74   | La trappola di Pierre - Il rifiuto di Chocola 「黒いハートとオグルの罠」 - Kuroi hāto to Oguru no wana – "Il cuore nero e la trappola degli Orchi" | 18 marzo 2006     | 9-10 giugno 2008        |
| Rune 37 | 73-74   | Sulla Terra arriva Glass, il capitano delle guardie del palazzo della regina, per indagare sui Malefici. Il giorno dopo, finita scuola, Chocola riceve una lettera in cui Pierre la invita a pranzo perché deve parlarle, e nello stesso tempo, anche Robin e Glass ricevono una lettera da Pierre, che li invita a casa sua. Chocola è decisa a non accettare l'invito di Pierre, ma il consigliere del Malefico la porta via con un tornado. Così Chocola è costretta ad ascoltare Pierre, che le offre aiuto per diventare regina di Extramondo, così che poi possa diventare la regina dei Malefici. Chocola rifiuta, e dopo aver saputo da Pierre che Robin e Glass sono in casa di Pierre, se ne va. Nel frattempo, Robin e Glass stanno combattendo contro gli animali nati dalle statue di Pierre. La casa è un vero e proprio labirinto, ma grazie a un vecchio profumo di loro conoscenza riescono ad andarsene. A casa, Chocola preferisce non raccontare a Vanilla ciò che le ha detto Pierre, per non farla preoccupare. Vanilla nutre sospetti sul fatto che Chocola non le abbia detto la verità, e quando passa davanti alla camera di Chocola, rimane male per il fatto che la regina, in comunicazione con Chocola attraverso lo specchio, le dice che da lei si aspetta grandi cose. |                   |                         |
| Rune 38 | 75-76   | L'inganno di Pierre - Le elezioni 「ピエールの誘惑、引き裂かれた友情」 - Piēru no yūwaku, hikisakareta yūjō – "La tentazione di Pierre, l'amicizia lacerata" | 25 marzo 2006     | 11-12 giugno 2008       |
| Rune 38 | 75-76   | Le compagne di classe di Chocola chiedono a quest'ultima di candidarsi come rappresentante degli studenti, dato che ha il carattere giusto per svolgere tale ruolo. Vanilla è giù di morale perché ultimamente Chocola sta conquistando sempre più cuori, e origliando una conversazione tra le sue compagne di classe e Chocola, viene a sapere che è ritenuta antipatica dalle sue compagne, dato che credono che lei faccia la timida e la gentile solo per accaparrarsi le attenzioni dei ragazzi. Vanilla scappa via e incontra Pierre, che le racconta una bugia: la gara a cui sta partecipando per diventare regina è a senso unico, è già deciso che la vincitrice sarà Chocola. Vanilla corre subito dalla madre per chiedere spiegazioni, ma la regina Candy le spiega che è stata imbrogliata, e Vanilla fa ritorno a casa. Nonostante quello dettole da sua madre, Vanilla si sente sempre sola e accetta l'aiuto che le porge Pierre, nonostante sia un Malefico, che le dice di candidarsi come rappresentante degli studenti. Vanilla vince la competizione, e Chocola, che sa che Pierre ha aiutato Vanilla, si accorge che è diversa, per cui la fa ragionare, dicendole che è diventata rappresentante solo perché Pierre l'ha fatta vincere con la magia. Vanilla non crede a tutto ciò, perché in Pierre ha trovato una persona che si sente esattamente come lei: sola. La grande amicizia tra Chocola e Vanilla sembra destinata a finire, ma Vanilla non intende rinunciare a salire sul trono di Extramondo. |                   |                         |
| Rune 39 | 77-78   | La regina dei Malefici - La nuova identità di Vanilla 「誕生、オグルのクイーン」 - Tanjō, Oguru no kuīn – "È nata, la regina degli Orchi" | 1º aprile 2006    | 13-16 giugno 2008       |
| Rune 39 | 77-78   | Vanilla ha un'altra discussione con Pierre, e poi fa ritorno a casa, da Chocola. L'amicizia tra Chocola e Vanilla è oramai conclusa, e Vanilla, come atto di ribellione, caccia di casa Chocola e Duke. Vanilla va a casa di Pierre, mentre Chocola, sotto un ponte, incontra Akira, a passeggio con Hiroshi. Mentre Akira spinge Chocola a tornare da Vanilla per chiarirsi sul motivo del litigio, Vanilla si è fatta impiantare un cuore nero nel petto. Assieme a Robin, Houx e Saule, Chocola si reca a casa di Pierre ma Chocola è l'unica a riuscire ad entrare a causa della magia oscura che pervade il castello e lì incontra Vanilla, che ora è la regina dei Malefici. Chocola non riesce a far tornare Vanilla in sé, e se ne va in lacrime. Nonostante tutto, il giorno dopo, Chocola incontra Vanilla a scuola. Riuscirà Chocola a prelevare il cuore nero di Vanilla e a riavere l'amica di un tempo? |                   |                         |
| Rune 40 | 79-80   | Il tarlo della gelosia - Magia malefica 「嫉妬の黒い針」 - Shitto no kuroi hari – "Il tarlo della gelosia" | 8 aprile 2006     | 17-18 giugno 2008       |
| Rune 40 | 79-80   | Chocola continua a raccogliere cuori per vincere la sfida con Vanilla e diventare la nuova regina di Extramondo. Con l'aiuto di un piccolo incantesimo, fa sì che il sentimento di Takamura, ragazzo conosciuto per caso, diventi amore. Pierre, che non perde mai di vista Chocola, fa notare a Vanilla come Chocola sia felice senza di lei, e pensi soltanto a vincere la sfida. Così Pierre suggerisce a Vanilla di far sì che Chocola diventi vittima dell'ossessione e della gelosia di Takamura. Vanilla, con una magia, dà a Takamura un cuore nero, e la gelosia del ragazzo spicca quando, fuori da scuola, vede Chocola andare a casa con Houx e Saule. Takamura fa una scenata davanti a Chocola, che si accorge del cuore nero e di Vanilla, che osserva la scena da lontano. A casa, Chocola passa tutta la notte a cercare un modo per prelevare il cuore nero di Takamura, e trova una soluzione. Il giorno dopo, Chocola si reca a scuola con Houx e Saule, e Takamura fa la sua comparsa. Chocola dice che non lo ha mai amato, e che l'amore che lui prova per lei è solo una fantasia del ragazzo. Il cuore nero di Takamura si ingigantisce sempre più e Chocola lo preleva. Essendo troppo grosso, il cuore non entra nel ciondolo di Chocola e si disperde nel cielo. Ora, Takamura e Chocola sono buoni amici. |                   |                         |
| Rune 41 | 81-82   | La spezia segreta - Un Malefico da smascherare 「バニラと対決！秘密のスパイス」 - Banira to taiketsu! Himitsu no supaisu – "Scontro con Vanilla! La spezia segreta" | 15 aprile 2006    | 19 giugno 2008          |
| Rune 41 | 81-82   | La pianta di lamponi di Vanilla ha dato i suoi frutti, e Chocola porta alcuni lamponi a scuola, per regalarli a Vanilla. Durante la consegna del regalo, Chocola dice a Vanilla che le manca molto, ma Vanilla non le crede e scappa via. In giardino, Vanilla mangia un lampone, e si sente strana. Nel frattempo, all'interno della mensa, arriva il consigliere di Pierre camuffato da venditore e vende a tutti i ragazzi una spezia che rende leggero ogni cibo, o almeno è quello che vogliono far loro credere. Finita la pausa pranzo, nessuno ha voglia di seguire la lezione, e se ne vanno a casa. Chocola controlla i loro cuori e vede che sono neri. Vanilla raccoglie i cuori neri e si sente male, scappando da Chocola e andando a farsi abbracciare da Pierre. A casa, Chocola, Houx e Saule decidono di andare nella mensa della scuola per portare via la spezia magica, e lì trovano il consigliere di Pierre che li attacca (ma che viene poi sconfitto dai tre ragazzi). Nella dimora di Pierre, Vanilla si sente sempre male e mangia un altro lampone, piangendo. Pierre le spiega che tutto questo è dovuto al fatto che non è facile abituarsi a un cuore nero, ma quando sarà riuscita a farci l'abitudine, sprofonderà nell'oscurità, proprio com'è successo a Pierre. |                   |                         |
| Rune 42 | 83-84   | Il passaggio dimenticato - La strana avventura di Pierre e Chocola 「ショコラとピエール、ふたりきりの冒険」 - Shokora to Piēru, futari kiri no bōken – "Chocola e Pierre, un'avventura per due" | 22 aprile 2006    | 20 giugno 2008          |
| Rune 42 | 83-84   | Chocola e Vanilla si contendono il cuore di Ian, ragazzo amante del mare. Con la magia nera, Vanilla crea una meravigliosa spiaggia provvista di mare, e invita Ian, Chocola e tutti i suoi compagni di classe a venire per divertirsi. Mentre sta facendo surf, Vanilla rischia di annegare, in quanto creare il mare con la magia l'ha stancata più del dovuto. Chocola la salva e Ian riporta Vanilla a riva. Ma ora è Chocola che sta annegando, per colpa della magia nera presente dove si trova lei. Pierre non perde tempo e si tuffa per salvarla, perché anche lui in fondo sta cominciando ad invaghirsi, ma Vanilla, molto stanca, perde i sensi, e la magia scompare. Chocola e Pierre finiscono nel passaggio dimenticato, luogo di collegamento tra la Terra e Extramondo. I due però non sono soli: un ragno gigante è stato posto a guardia del passaggio, con lo scopo di eliminare chiunque sia entrato in quella zona. Chocola fa da esca mentre Pierre cerca di colpirlo ma Chocola si comporta in maniera un po' imprudente, facendo preoccupare Pierre che la abbraccia inaspettatamente. Pierre riesce infine ad uccidere il ragno, che rilascia magia oscura, risucchiando nell'oscurità Pierre e Chocola. Finendo nell'oscurità, Chocola e Pierre vedono delle immagini riguardanti loro e il loro passato. Una foto in particolare colpisce i due ragazzi, che dimostra che loro si erano già conosciuti su Extramondo, da bambini. I due vengono infine riportati nelle rispettive dimore da Robin e Sylvette (consigliere di Pierre). |                   |                         |
| Rune 43 | 85-86   | La notte di Walpurgis - I guastafeste 「ヴァルプルギスの夜への招待」 - Warupurugisu no yoru he no shōtai – "L'invito alla notte di Walpurgis" | 29 aprile 2006    | 23 giugno 2008          |
| Rune 43 | 85-86   | Chocola viene invitata alla notte di Walpurgis, festa in cui tutti gli abitanti di Extramondo presenti sulla Terra si riuniscono. Chocola (così come Vanilla) viene presentata come candidata al trono. La festa sembra andare per il meglio: tutti si stanno divertendo e Chocola ha anche danzato con Pierre (presente come accompagnatore di Vanilla). Ma la serenità viene interrotta dai Malefici, che entrano a palazzo, dato che la barriera protettiva è stata messa fuori uso in precedenza. Mentre Chocola, Houx, Saule, la balia e uno strano ragazzo che sembra conoscere molto bene Chocola, tentano di liberare Waffle da un baco di seta (la protezione per chi voleva imbucarsi alla festa), tutti gli altri ospiti della festa sono nel caos più assoluto. Pierre prende la parola, dicendo che i Malefici vennero espulsi dalla notte di Walpurgis, e che, quindi, a tradirli era stato Extramondo. Ma dal nulla appare una strega che riesce a fermare i Malefici con magia pura. |                   |                         |
| Rune 44 | 87-88   | L'ospite misteriosa - Il sacrificio di Cinnamon 「ママからのメッセージ」 - Mama kara no messēji – "Un messaggio dalla mamma" | 6 maggio 2006     | 24 giugno 2008          |
| Rune 44 | 87-88   | Sentendo il profumo della strega che ha fermato i Malefici, a Chocola sembra di conoscere quella persona e che riguardi la sua infanzia. I Malefici riprendono ad attaccare, e Chocola è costretta a raggiungere i suoi amici. Però si ricorda che non ha chiesto alla strega come si chiami, ma quando si volta per rivolgerle la domanda, vede che è sparita e che ha lasciato cadere a terra un braccialetto. Fuori la battaglia imperversa: Robin e Glass lanciano un attacco contro Pierre e Vanilla ma Chocola, non volendo che a Vanilla venga fatto del male, li protegge. Vanilla viene salvata e riportata a casa da Sylvette (consigliere di Pierre), e Pierre viene lo stesso colpito dall'attacco di Robin e Glass. Chocola decide di andare a cercare Pierre e Vanilla, usando uno dei prodotti acquistati dal catalogo, così che possa diventare invisibile. Quando trova Pierre vede che sta piangendo e lo abbraccia. Resasi conto del gesto, Chocola scappa subito ma Pierre ha riconosciuto il suo profumo e il suo cuore rosa batte. Pierre ha due cuori, quello nero e quello rosa; il cuore nero riesce sempre a soffocare i sentimenti del cuore rosa, rendendo Pierre freddo e distaccato. Anche Vanilla è in lotta coi suoi due cuori, per il fatto che Chocola l'abbia salvata nonostante tutte le cattiverie ricevute da lei. A casa, Chocola nota che ha ancora lei il braccialetto della strega misteriosa: Duke le spiega che quell'oggetto ha molto valore perché può far apparire gli oggetti che su Extramondo non esistono. Chocola lo utilizza per forgiare la chiave del diario di sua madre, così che possa leggerlo. Nel diario, Cinnamon racconta del suo arrivo sulla Terra con Candy, e dei Malefici, che davano battaglia su Extramondo. Dopo due anni, Cinnamon venne scelta come futura regina e nacquero Chocola e Vanilla. La guerra contro i Malefici era ancora in atto, e Cinnamon decise di combatterli da sola, per far sì che tutti gli abitanti di Extramondo potessero avere un futuro. Cinnamon riuscì a sconfiggere i Malefici, riportando la pace su Extramondo pagando apparentemente con la propria vita. |                   |                         |
| Rune 45 | 89-90   | I cavalieri di Vanilla - I due cuori di Vanilla 「ピエールの策略、バニラのハート」 - Piēru no sakuryaku, Banira no hāto – "Le strategie di Pierre, i cuori di Vanilla" | 13 maggio 2006    | 25 giugno 2008          |
| Rune 45 | 89-90   | Vanilla invita tutti i ragazzi della scuola a un rinfresco. Lo scopo di tutto ciò è trovare quattro ragazzi che facciano da cavalieri per lei, e la gelosia non manca. Duke mostra a Chocola una lettera (caduta fuori dal diario) di una certa Amber, che aveva scritto a Cinnamon dicendole di venire a trovarla, nel deserto di Cacao. Chocola va da Robin, a una serata di lavoro, per chiedergli informazioni su questa Amber, ma Robin finge di non conoscerla. A questa inaugurazione c'è anche Vanilla, che, sul palco, recita una poesia, incantando tutti i ragazzi in sala e ingelosendo le ragazze. Vanilla fa incetta sia di cuori rosa che cuori neri, e sta male. Prima che se ne vada, Chocola supplica Vanilla di smetterla di prelevare i cristalli neri perché potrebbe costarle caro, ma Vanilla vede solo che Chocola è invidiosa di lei. Il giorno dopo, Vanilla sceglie i suoi quattro cavalieri e raccoglie ancora cristalli neri. Chocola desidera parlare con Vanilla, ma Pierre la ostacola, fermando tutti gli incantesimi che Chocola gli lancia contro. Vanilla si sente sempre male e sviene, mostrando anche lei due cuori: uno nero e uno arancione. Chocola non fa neanche in tempo ad avvicinarsi all'amica che Pierre la prende in braccio e la porta via. Scoperta questa verità su Vanilla, Chocola è decisa più che mai ad andare a trovare la strega Amber, nel deserto di Cacao, situato nella regione più remota di Extramondo che è l'unica a conoscere un rimedio per un cuore nero. |                   |                         |
| Rune 46 | 91-92   | La strega del deserto - Il fiore di Mandragora 「ココア砂漠の魔女・アンブル」 - Kokoa sabaku no majo · Anburu – "La strega del Deserto di Cacao · Amber" | 20 maggio 2006    | 26 giugno 2008          |
| Rune 46 | 91-92   | Chocola, Houx, Saule e Waffle, grazie a Duke che apre un passaggio per Extramondo, riescono a raggiungere il deserto di Cacao. Il gruppo, prima di raggiungere la casa di Amber, è costretto ad affrontare molte difficoltà, ma riuscendo sempre a cavarsela. A casa di Amber, Duke spiega a Chocola che Amber è la strega più scontrosa di Extramondo, ed è per questo che si rivolge con antipatia a Chocola. Waffle a sua volta si comporta in modo brusco nei confronti di Amber, cercando di risvegliare in lei un minimo di spirito di ospitalità, ma fallisce. Alla fine però Chocola riesce a convincere Amber a rivelarle ciò che sa. La missione che deve affrontare Chocola è quella di recuperare il fiore di Mandragora, sul monte Pigmento. Chocola sta quasi per cogliere il fiore, quando arriva Pierre per ostacolarla (non volendo che Vanilla possa essere riportata com'era prima di diventare la regina dei Malefici). Chocola, trovandosi su un dirupo, sta per cadere, in quanto il terreno si è frantumato, ma Pierre la salva, andandosene. Questo porta Chocola a pensare che forse anche Pierre abbia due cuori: uno buono e uno cattivo. |                   |                         |
| Rune 47 | 93-94   | Ricordi perduti - Le bacche d'argento 「凍った記憶、ピエールの過去」 - Kōtta kioku, Piēru no kako – "Memorie congelate, il passato di Pierre" | 27 maggio 2006    | 27 giugno 2008          |
| Rune 47 | 93-94   | Amber prepara la pozione che salverà Vanilla, ma Chocola deve andare a cercare le bacche d'argento, che le daranno la forza necessaria per eliminare il cuore nero di Vanilla. Le bacche si trovano nella foresta Zenzero, e ad accompagnare i ragazzi ci pensa l'animale domestico di Amber (molto simile a un cane). Prima di addentrarsi nella foresta, Chocola passa per Villazenzero, il paese in cui veniva sempre a trascorrere le vacanze da bambina, assieme al nonno. Qui reincontra due abitanti del luogo, molto felici di rivederla, e insieme rammentano i guai che Chocola combinava in continuazione... e ancora ne combina di tutti i colori. Non ugualmente "piacevole", è però la realtà che i due coniugi le raccontano: i Malefici ora si stanno avvicinando sempre più, e ogni tanto, per qualche istante, in cielo appare il castello dei Malefici che sembra voler incombere su di loro ogni giorno di più. Chocola entra nella foresta, e dopo essersi staccata dagli altri seguendo il cane, si perde e arriva nei pressi di un lago ghiacciato. Pierre, che si trovava anche lui nella foresta, decide di unire i suoi poteri con lei per ricordare qualcosa di più sul loro passato, trovando così una spiegazione riguardo alle immagini che li raffiguravano insieme da piccoli. Chocola e Pierre erano amici da bambini ed ognuno gradiva la compagnia dell'altro. Ma un giorno arrivarono i Malefici, portando via Pierre, dato che somigliava moltissimo ad Ice, e quindi scegliendolo come principe dei Malefici. Il ricordo finisce qui, e Chocola, parlando con Pierre, ammette che anche Extramondo ha le sue colpe nei confronti dei Malefici, ma che, se lei, Pierre e Vanilla unissero i loro poteri riuscirebbero a fare qualcosa. Ma Pierre non la vede allo stesso modo, dato che tra Extramondo e i Malefici c'è troppo divario, e per questo se ne va. Houx, Saule e Waffle ritrovano Chocola, e anche le bacche d'argento, sotto il ghiaccio. Chocola riesce a recuperarle, e si accorge che le bacche d'argento non sono altro che le bacche di pesca che mangiava assieme a Pierre da piccola, ora congelate. Ritornati da Amber, lo scettro di Chocola acquisisce un nuovo potere: quello di liberare Vanilla dal cuore nero. Chocola, Houx e Saule tornano a casa, mentre Waffle decide di rimanere su Extramondo, volendo diventare una strega in gamba come Chocola. Ora, Chocola deve incontrare Vanilla al più presto.     |                   |                         |
| Rune 48 | 95-96   | Chocola e il cristallo nero - Il cristallo bianco 「ノアールと友情の涙」 - Noāru to yūjō no namida – "Noir e lacrime di amicizia" | 3 giugno 2006     | 30 giugno 2008          |
| Rune 48 | 95-96   | Dopo una settimana di assenza dal mondo degli umani (per via della visita a Amber) Chocola torna a scuola e ovunque si giri vede solo cuori neri. Vanilla si presenta all'appuntamento di Chocola, dopo la scuola, ma non vuole che Chocola le tolga il cuore nero e se ne va piangendo. Chocola tenta di rincorrerla, ma i quattro cavalieri di Vanilla la ostacolano, e si aggiungono anche due Malefici, che aumentano le dimensioni dei cuori neri dei ragazzi. A mandare via i Malefici ci pensa Pierre che poi, davanti a Chocola mostra, per qualche istante, un cuore rosa. Vanilla continua a soffrire per i suoi due cuori in conflitto e Sylvette comunica a Pierre che il Signore dell'Oscurità vuole che a Vanilla venga rimosso il cuore originale (cioè quello arancione). Chocola va subito a casa di Pierre per salvare Vanilla, e a farle strada fino alla sua stanza è il gatto di Pierre. Vanilla accetta l'aiuto di Chocola, che con Pierre e Sylvette presenti, riesce a liberare Vanilla dal cuore nero, ospitandolo nel suo ciondolo, e vedendo tutta la tristezza che Vanilla provava. Pierre aiuta le ragazze a fuggire, aprendo la finestra, e lasciando che se ne vadano in sella alla scopa. Fatto ritorno a casa, Robin decide di prendere il cuore nero, ma quando il cristallo esce dal ciondolo di Chocola, ha cambiato colore: da nero a bianco. Chocola ha purificato il cuore di Vanilla e questo dono fa di lei una Purificatrice, come sua madre Cinnamon. Mentre Chocola giosce per l'aver ritrovato l'amica di un tempo, Pierre viene richiamato dal Signore dell'Oscurità per l'abbandono di Vanilla dall'essere la regina dei Malefici. |                   |                         |
| Rune 49 | 97-98   | Alla ricerca dell'unicorno - Il consiglio di Pierre 「クイーン最終試験、開始」 - Kuīn saishū shiken, kaishi – "L'esame finale per essere regina, ha inizio" | 10 giugno 2006    | 1º luglio 2008          |
| Rune 49 | 97-98   | La prova finale che deciderà tra Chocola e Vanilla la nuova regina di Extramondo è di andare sul monte Bianco e prelevare il corno dell'unicorno, che compare solo davanti ai puri di cuore. Robin, accompagnato da Houx e Soule, porta Chocola e Vanilla fino a una foresta, dove incontrano il guardiano della montagna, che consegna loro una bussola, da usare nel caso la nebbia cali. Chocola e Vanilla escono facilmente dalla foresta e con la bussola diradano la nebbia. Per arrivare alla montagna basta seguire il sentiero, ma Chocola nota che la bussola indica un'altra direzione, e lei Vanilla si separano. Mentre Chocola si sta arrampicando su delle rocce (la strada che ha scelto di seguire), ricompare il guardiano, che le fa notare che la bussola andava usata solo per far sparire la nebbia, e che non indicava la giusta direzione da seguire, e poi scompare. Nonostante l'aver preso due strade differenti, Chocola e Vanilla si reincontrano e il guardiano ricompare, accusando le due ragazze che sono solamente interessate all'unicorno, invece che a portare a termine la prova per salvare il conflitto tra Extramondo e i Malefici. Chocola e Vanilla rispondono che non sanno se riusciranno a risolvere questa guerra, ma che ci metteranno tutto il loro impegno, e così il guardiano indica loro di andare al lago, dove solitamente l'unicorno fa la sua comparsa per abbeverarsi. Le ragazze, mentre proseguono lungo il sentiero, vengono fermate da Pierre, che ha ricevuto l'ordine dal Signore dell'Oscurità di eliminare le due pretendenti al trono. Ma mentre Pierre sta attaccando, i suoi due cuori entrano ancora in lotta per chi dei due debba dominare, e smette di attaccare. Nonostante l'occasione sia buona per eliminarlo, come fa notare Pierre, Chocola e Vanilla non alzano un dito su di lui. Pierre è costretto ad andarsene, ma prima di farlo da un consiglio a Chocola e Vanilla: portare a termine la prova, perché il futuro di Extramondo dipende da questo. Il guardiano ritorna e, furente, ordina a Chocola e Vanilla di tornarsene a casa, dato che le lance conficcate nel terreno da Pierre hanno portato magia oscura sulla montagna, cosa mai accaduta, e che l'unicorno lo avrebbe punito. Però Chocola e Vanilla non hanno intenzione di andarsene, e decidono anche loro di subire la punizione dell'unicorno, qualunque essa sia. Ed è così che il guardiano si trasforma nell'unicorno. |                   |                         |
| Rune 50 | 99-100  | Le tre prove dell'unicorno - Il ritorno di Ice 「ユニコーンからの課題、試される心」 - Yunikōn kara no kadai, tamesareru kokoro – "Le prove dell'unicorno, i cuori messi alla prova" | 17 giugno 2006    | 2 luglio 2008           |
| Rune 50 | 99-100  | L'unicorno donerà a una delle ragazze il suo corno solamente se avranno superato tre prove. La prima consiste nel trovare il vero unicorno, che ha fatto delle copie di se stesso. Chocola, con una corda, cattura ogni unicorno, ma constatando che tutti sono delle imitazioni. Vanilla, invece, ricordandosi la luce che le trasmetteva benessere, trova il vero unicorno. Nel frattempo, i Malefici si dirigono al palazzo della regina, e il gatto di Pierre appare a Robin, dicendogli di recarsi al palazzo reale. Come seconda prova, Chocola e Vanilla devono attraversare una valle ghiacciata, in cui volare è molto difficoltoso, per via della tormenta di neve. Incappate in un drago di ghiaccio, Chocola viene congelata, ma Vanilla la libera, e insieme ghiacciano il drago, che scompare. L'ultima prova si svolge in una grotta con della lava, e l'obbiettivo di Chocola e Vanilla è quello di seguire l'unicorno. Poco prima di giungere dall'unicorno, Vanilla si ferisce a una gamba e dice a Chocola di proseguire. Ma Chocola non vuole abbandonare Vanilla, e la porta in spalla. Il terreno su cui Chocola sta camminando si frantuma e le due amiche stanno per cadere nella lava, ma l'unicorno guarisce Vanilla, che può volare, e quindi salvarsi con Chocola. Però l'unicorno dice che non può donare a nessuna delle due il suo corno e le porta fuori dalla grotta per dimostrare loro il perché: i Malefici stanno per attaccare, e un'altra incoronazione sarebbe inutile. Pierre giunge sul posto, ma quello ormai non è più Pierre: è Ice, uno dei fondatori di Extramondo, nonché Signore dell'Oscurità, che si è impossessato del corpo di Pierre. |                   |                         |
| Rune 51 | 101-102 | La nuova regina - Speranza per il futuro 「輝くハート・次期女王決定」 - Kagayaku hāto · Jiki joō kettei – "Cuore splendente · La nuova regina è decisa" | 24 giugno 2006    | 3 luglio 2008           |
| Rune 51 | 101-102 | Ice cerca di prelevare i cuori di Chocola e Vanilla, ma Chocola, che è una Purificatrice, riesce a tenere stretto il suo cuore e quello di Vanilla, e scappano, entrando però nel castello dei Malefici, dove c'è moltissima energia oscura. Ice non demorde nel suo intento e rivela anche che Cinnamon, anni addietro cercò di purificare il suo cuore, ma fallì e che ora è un gatto, il gatto di Pierre. Cinnamon si fa vedere e saltando addosso ad Ice permette alle ragazze di fuggire. Vanilla, Duke e Blanca sono senza forze perché il castello rusicchia tutta l'energia di chi non è un Malefico, ma Chocola riesce a resistere perché purifica l'energia oscura. Ice le raggiunge di nuovo e attacca, mentre Chocola si difende con lo scettro. Mentre Ice cerca di far prevalere il suo colpo, Chocola decide di cercare Pierre all'interno del suo cuore rosa, e lo trova. Chocola gli dice di venire via con lei, ma Pierre ribadisce che per lui ormai non c'è più niente da fare. A questo punto Chocola gli rivela il suo amore e che donerà soltanto a lui il suo cuore. La lotta contro Ice cessa, e il cuore rosa di Chocola viene preso da Ice, ma qualcosa non va secondo i piani di Ice. Chocola, ancora dentro il cuore di Pierre, riceve il cuore di quest'ultimo, e si baciano. L'unicorno ricompare e dona a Chocola il suo corno, che non è altro che il suo cuore di cristallo, con cui Chocola purifica il cuore di Ice, sconfiggendolo, e riportando nel suo corpo Pierre. Con la scomparsa di Ice tutti i Malefici scompaiono e la guerra si può dire conclusa. È tempo di incoronare una nuova regina, e viene scelta Vanilla, che, tuttavia, rinuncia alla corona per donarla a Chocola, che così diventa la nuova regina. Chocola chiede alla regina Candy di poter restare ancora un po' sulla Terra con Vanilla, e la sua domanda viene accolta. All'incoronazione assiste anche Cinnamon, in disparte, che spiega a Robin e Glass che Ice non è stato sconfitto del tutto, ma è ancora da qualche parte, molto debole. Ora sarà Cinnamon che metterà le cose a posto tra i Malefici. Chocola, tornata sulla Terra, può contare anche su Pierre, che ora raccoglie cuori rosa, e non più cuori neri. Nonostante il rancore dei Malefici verso Extramondo non si sia ancora dileguato, Chocola è felice come non mai di essere la nuova regina di Extramondo, con accanto Pierre.                                                          |                   |                         |